# The One That You Love
The One That You Love è il sesto album in studio del gruppo rock australiano Air Supply, pubblicato nel 1981.

## Tracce
1. Don't Turn Me Away – 3:44
2. Here I Am (Just When I Thought I Was Over You) – 3:50
3. Keeping the Love Alive – 3:33
4. The One That You Love – 4:18
5. This Heart Belongs to Me – 4:13
6. Sweet Dreams – 5:22
7. I Want to Give It All – 3:41
8. I'll Never Get Enough of You – 3:49
9. Tonite – 3:46
10. I've Got Your Love – 3:39